# Alicia Lundberg
Alicia Ivarsdotter Lundberg, ogift Lignell, född 29 september 1933 i S:t Görans församling i Stockholm, död 22 april 2017 på Lidingö, var en svensk journalist och radio- och TV-presentatör.

## Biografi
Efter normalskolekompetens 1951 var Alicia Lundberg anställd hos SEB 1951–1952 och hos Alfort & Cronholm 1955. Hon bedrev 1956–1958 språkstudier i London och Paris parallellt med arbete vid svenska resebyråerna i dessa städer. Lundberg har även gått Poppius journalistskola. År 1959 kom hon till Sveriges Radio, där hon bland annat var presentatör, redaktör och programvärd inom såväl radio som TV.
Hon gjorde bland annat flera program om gorillor i Afrika och ägnade stora delar av sitt liv åt att skildra bergsgorillorna i Virungabergen i Rwanda. Mer än 30 resor blev det till Virungabergen. Hennes dokumentär om bergsgorillorna har visats flera gånger i tv. Hon var programledare för Melodifestivalen 1973 och svensk TV-kommentator i Eurovision Song Contest på samma år. Hon var även programledare för Svensktoppen och Stjärnornas musik.
Alicia Lundberg var dotter till direktören Ivar Lignell och Alice, ogift Welander. Hon var 1961–1979 gift med producenten Göran Lundberg (1934–1993) och är mor till Lotta (född 1963), Johanna (född 1964) och Bella (född 1967). Alicia Lundberg var bosatt i Lidingö kommun och är gravsatt i minneslunden på Lidingö kyrkogård.

## Filmografi i urval
- 1995 – Jul i Kapernaum (TV-serie) (berättare)
- 1995 – Babe - den modiga lilla grisen - Maa, den gamla tackan (röstdubbning i den svenska versionen)